# Liga polska w piłce nożnej (1933)
Liga polska w piłce nożnej 1933 – 7. edycja najwyższych w hierarchii rozgrywek ligowych polskiej klubowej piłki nożnej.
Absolutnym beniaminkiem Ligi było Podgórze Kraków.
Rozgrywki składały się z dwóch etapów. W pierwszym etapie drużyny podzielono na dwie grupy – wschodnią i zachodnią. W drugim etapie po trzy najlepsze zespoły z pierwszego etapu walczyły o tytuł mistrzowski, pozostałe grały o utrzymanie; zdobycze punktowe i bramkowe z pierwszego etapu nie były brane pod uwagę.
| Poziomy rozgrywkowe w sezonie 1933 | Poziomy rozgrywkowe w sezonie 1933 | Poziomy rozgrywkowe w sezonie 1933 | Poziomy rozgrywkowe w sezonie 1933 |
| Rozgrywki                          | P                                  | Nazwa                              | Nazwa                              |
| ---------------------------------- | ---------------------------------- | ---------------------------------- | ---------------------------------- |
| Centralne                          | I                                  | Liga                               | Liga                               |
| Okręgowe (13 okręgów)              | II                                 | A Klasa (13 okręgów)               | Liga okręgowa (1 okręg)            |
| Okręgowe (13 okręgów)              | III                                | B klasa                            | A klasa                            |
| Okręgowe (13 okręgów)              | IV                                 | C klasa                            | B klasa                            |
| Okręgowe (13 okręgów)              | V                                  |                                    | C klasa                            |

## Drużyny
| Uczestnicy poprzedniej edycji                                                                                 | Uczestnicy poprzedniej edycji | Uczestnicy poprzedniej edycji | Uczestnicy poprzedniej edycji |
| --- | ----------------------------- | ----------------------------- | ----------------------------- |
| CRA | Cracovia                      | 1                             |                               |
| PGL | Pogoń Lwów                    | 2                             |                               |
| WAR | Warta Poznań                  | 3                             |                               |
| ŁKS | ŁKS Łódź                      | 4                             |                               |
| LEG | Legia Warszawa                | 5                             |                               |
| WKR | Wisła Kraków                  | 6                             |                               |
| RCH | Ruch Wielkie Hajduki          | 7                             |                               |
| WAW | Warszawianka                  | 8                             |                               |
| SIE | Strzelec Siedlce              | 9                             |                               |
| GAR | Garbarnia Kraków              | 10                            |                               |
| CZL | Czarni Lwów                   | 11                            |                               |
| Awans z klasy A 1932                                                                                          |                               |                               |                               |
| po eliminacjach                                                                                               |                               |                               |                               |
| PKR | Podgórze Kraków               | 1                             |                               |
| Oznaczenia: - kolumna pierwsza – skróty nazw drużyn, - kolumna trzecia – miejsce zajęte w poprzednim sezonie. |                               |                               |                               |

Uwaga: po pierwszym etapie rozgrywek WKS 22 pp Siedlce połączył się ze Strzelcem Siedlce i przejął jego nazwę.

## Etap pierwszy

### Grupa wschodnia – tabela
| Lp. | Drużyna           | M  | Z | R | P | Bramki | Bramki | Stos. | Pkt | Uwagi                          |
| --- | ----------------- | -- | - | - | - | ------ | ------ | ----- | --- | ------------------------------ |
| 1   | Pogoń Lwów        | 10 | 6 | 3 | 1 | 19     | 14     | 1,357 | 15  | Wejście do grupy mistrzowskiej |
| 2   | Legia Warszawa    | 10 | 5 | 2 | 3 | 19     | 14     | 1,357 | 12  | Wejście do grupy mistrzowskiej |
| 3   | ŁKS Łódź          | 10 | 5 | 1 | 4 | 15     | 9      | 1,667 | 11  | Wejście do grupy mistrzowskiej |
| 4   | Czarni Lwów       | 10 | 4 | 2 | 4 | 12     | 13     | 0,923 | 10  | Wejście do grupy spadkowej     |
| 5   | Warszawianka      | 10 | 2 | 5 | 3 | 8      | 9      | 0,889 | 9   | Wejście do grupy spadkowej     |
| 6   | WKS 22 pp Siedlce | 10 | 1 | 1 | 8 | 15     | 29     | 0,517 | 3   | Wejście do grupy spadkowej     |

### Grupa zachodnia – tabela
| Lp. | Drużyna              | M  | Z | R | P | Bramki | Bramki | Stos. | Pkt | Uwagi                          |
| --- | -------------------- | -- | - | - | - | ------ | ------ | ----- | --- | ------------------------------ |
| 1   | Cracovia             | 10 | 6 | 2 | 2 | 22     | 12     | 1,833 | 14  | Wejście do grupy mistrzowskiej |
| 2   | Ruch Wielkie Hajduki | 10 | 7 | 0 | 3 | 23     | 13     | 1,769 | 14  | Wejście do grupy mistrzowskiej |
| 3   | Wisła Kraków         | 10 | 5 | 2 | 3 | 23     | 12     | 1,917 | 12  | Wejście do grupy mistrzowskiej |
| 4   | Garbarnia Kraków     | 10 | 5 | 2 | 3 | 18     | 18     | 1,000 | 12  | Wejście do grupy spadkowej     |
| 5   | Warta Poznań         | 10 | 3 | 0 | 7 | 15     | 16     | 0,938 | 6   | Wejście do grupy spadkowej     |
| 6   | Podgórze Kraków      | 10 | 1 | 0 | 9 | 7      | 37     | 0,189 | 2   | Wejście do grupy spadkowej     |

## Etap drugi
| Lp.               | Drużyna                  | M  | Z | R | P | Bramki | Bramki | Stos. | Pkt | Uwagi         |
| ----------------- | ------------------------ | -- | - | - | - | ------ | ------ | ----- | --- | ------------- |
| Grupa mistrzowska |                          |    |   |   |   |        |        |       |     |               |
| 1                 | Ruch Wielkie Hajduki (M) | 10 | 7 | 0 | 3 | 25     | 15     | 1,667 | 14  |               |
| 2                 | Pogoń Lwów               | 10 | 6 | 1 | 3 | 29     | 16     | 1,813 | 13  |               |
| 3                 | Wisła Kraków             | 10 | 5 | 3 | 2 | 15     | 9      | 1,667 | 13  |               |
| 4                 | Cracovia                 | 10 | 4 | 2 | 4 | 20     | 19     | 1,053 | 10  |               |
| 5                 | ŁKS Łódź                 | 10 | 2 | 2 | 6 | 11     | 27     | 0,407 | 6   |               |
| 6                 | Legia Warszawa           | 10 | 1 | 2 | 7 | 11     | 25     | 0,440 | 4   |               |
| Grupa spadkowa    |                          |    |   |   |   |        |        |       |     |               |
| 7                 | Warszawianka             | 10 | 5 | 2 | 3 | 22     | 16     | 1,375 | 12  |               |
| 8                 | Strzelec Siedlce         | 10 | 5 | 1 | 4 | 18     | 20     | 0,900 | 11  |               |
| 9                 | Warta Poznań             | 10 | 4 | 2 | 4 | 18     | 18     | 1,000 | 10  |               |
| 10                | Podgórze Kraków          | 10 | 4 | 2 | 4 | 12     | 15     | 0,800 | 10  |               |
| 11                | Czarni Lwów (S)          | 10 | 4 | 1 | 5 | 18     | 20     | 0,900 | 9   | Baraże o Ligę |
| 12                | Garbarnia Kraków         | 10 | 3 | 2 | 5 | 22     | 21     | 1,048 | 8   | Baraże o Ligę |

## Najlepsi Strzelcy
| Gole | Strzelcy          | Drużyny              |
| ---- | ----------------- | -------------------- |
| 18   | Artur Woźniak     | Wisła Kraków         |
| 16   | Stanisław Malczyk | Cracovia             |
| 15   | Edmund Giemsa     | Ruch Hajduki Wielkie |

Wg

## Baraże o Ligę
Po zakończeniu sezonu Ligi rozegrano turniej barażowy o dwa miejsca na najwyższym poziomie ligowym w kolejnym sezonie. Obok dwóch ostatnich drużyn grupy spadkowej Ligi wziął w nich udział przegrany finalista eliminacji między zespołami klasy A – Śmigły Wilno. Miejsca w Lidze nie utrzymali Czarni Lwów.
| Lp. | Drużyna          | M | Z | R | P | Bramki | Bramki | Stos. | Pkt | Uwagi        |
| --- | ---------------- | - | - | - | - | ------ | ------ | ----- | --- | ------------ |
| 1   | Garbarnia Kraków | 3 | 3 | 0 | 0 | 13     | 3      | 4,333 | 6   | Liga 1934    |
| 2   | Śmigły Wilno     | 4 | 1 | 0 | 3 | 8      | 10     | 0,800 | 2   | Klasa A 1934 |
| 3   | Czarni Lwów (S)  | 3 | 1 | 0 | 2 | 5      | 13     | 0,385 | 2   | Klasa A 1934 |

| Gospodarz \ Gość | CZL  | GAR | ŚMI |
| Czarni Lwów      |      | 2   | 5:2 |
| Garbarnia Kraków | 8:0  |     | 3:2 |
| Śmigły Wilno     | 3:03 | 1:2 |     |

Źródło: Wikiliga (pol.)
Objaśnienia:
1Drużyna gospodarzy jest wymieniona po lewej stronie tabeli.
2Mecz nie odbył się – PZPN przerwał baraże z powodu silnych mrozów i wcześniejszych wyników, które rozstrzygnęły już o spadku Czarnych i utrzymaniu Garbarni w Lidze.
3Mecz odwołany w pierwotnym terminie z powodu mrozów, w drugim terminie Czarni nie stawili się w Wilnie i Śmigły wygrał walkowerem.
Kolory: zielony – zwycięstwo gospodarzy, żółty – remis, różowy – zwycięstwo gości.

## Klasyfikacja medalowa mistrzostw Polski po sezonie
Tabela obejmuje wyłącznie kluby mistrzowskie.
|    | Klub                 |   |   |   |
| -- | -------------------- | - | - | - |
| 1. | Pogoń Lwów           | 4 | 2 | 0 |
| 2. | Cracovia             | 3 | 0 | 1 |
| 3. | Wisła Kraków         | 2 | 3 | 3 |
| 4. | Warta Poznań         | 1 | 3 | 5 |
| 5. | Garbarnia Kraków     | 1 | 1 | 0 |
| 6. | Ruch Wielkie Hajduki | 1 | 0 | 0 |